# HIStory On Film Volume II
HIStory On Film Volume II est un ensemble de vidéoclips et prestations du chanteur Michael Jackson. Il fait suite à Video Greatest Hits – HIStory (1995) et comporte des vidéos allant de la période de l'album Thriller à celle de l'album Blood On The Dance Floor. HIStory On Film Volume II a pour la première fois été publié en VHS en 1997 à l'occasion de la promotion de l'album Blood On The Dance Floor, puis réédité en DVD en 1998.

## Contenu (DVD)
Face 1
1. Teaser (spot publicitaire pour l'album HIStory[2]) — 4:02
2. Billie Jean (Motown 25: Yesterday, Today, Forever) — 4:59
3. Beat It — 4:59
4. Liberian Girl — 5:35
5. Smooth Criminal — 9:26
6. 1995 MTV Vidéo Music Awards Performance — 15:15
7. Thriller — 13:42

Face 2
1. Scream (feat. Janet Jackson) — 4:48
2. Childhood (Theme from "Free Willy 2") — 4:30
3. You Are Not Alone — 5:33
4. Earth Song — 7:19
5. They Don't Care About Us (version Brésil) — 7:09
6. Stranger in Moscow — 5:38
7. Blood on the Dance Floor (Refugee Camp Mix) — 5:28
8. Brace Yourself (kaléidoscope de la carrière de Michael Jackson sur l'air de O Fortuna) — 3:17

NB : Le générique comprend en fond sonore le titre Beat It.
- Durée totale : 1H46